# شارلوته جيلبرتسون
شارلوته جيلبرتسون (بالإنجليزية: Charlotte Gilbertson)‏ هي رسامة أمريكية، ولدت في 11 نوفمبر 1922 في بوسطن في الولايات المتحدة، وتوفيت في 12 أبريل 2014 في بالم بيتش في الولايات المتحدة.

## وصلات خارجية
- الموقع الرسمي